# Komisariat Straży Granicznej „Gniew”
Komisariat Straży Granicznej „Gniew” – jednostka organizacyjna Straży Granicznej pełniąca służbę ochronną na granicy polsko-gdańskiej w latach 1928–1939.

## Formowanie i zmiany organizacyjne
W drugiej połowie 1927 przystąpiono do gruntownej reorganizacji Straży Celnej. W praktyce skutkowało to rozwiązaniem tej formacji granicznej.
Rozporządzeniem Prezydenta Rzeczypospolitej Polskiej Ignacego Mościckiego z 22 marca 1928, do ochrony północnej, zachodniej i południowej granicy państwa, a w szczególności do ich ochrony celnej, powoływano z dniem 2 kwietnia 1928 Straż Graniczną.
Rozkazem nr 2 z 19 kwietnia 1928 w sprawach organizacji Pomorskiego Inspektoratu Okręgowego dowódca Straży Granicznej gen. bryg. Stefan Pasławski przydzielił komisariat „Szprudowo” do Inspektoratu Granicznego nr 4 „Tczew” i określił jego strukturę organizacyjną. 
Rozkazem nr 12 z 10 stycznia 1930 w sprawie reorganizacji Pomorskiego Inspektoratu Okręgowego komendant Straży Granicznej płk Jan Jur-Gorzechowski ustalił nową organizację komisariatu.  
Rozkazem nr 4 z 11 października 1932 w sprawach organizacji Małopolskiego Inspektoratu Okręgowego i niektórych inspektoratów granicznych', komendant Straży Granicznej płk Jan Jur-Gorzechowski przeniósł komisariat Szprudowo i placówkę II linii „Szprudowo” do Gniewa.
Rozkazem nr 3 z 29 listopada 1933 w sprawach organizacyjnych', komendant Straży Granicznej płk Jan Jur-Gorzechowski przemianował placówki II linii „Małe Słońce” na placówkę I linii.
Rozkazem nr 1 z 27 marca 1936 w sprawach [...] zmian w niektórych inspektoratach okręgowych, komendant Straży Granicznej płk Jan Jur-Gorzechowski utworzył placówkę Straży Granicznej I linii „Janowo”.
Rozkazem nr 3 z 27 lipca 1936 w sprawach reorganizacji placówek i zmian przydziałów, komendant Straży Granicznej płk Jan Gorzechowski zmienił nazwę placówki I linii „Małe Słońce” na „Gorzędziej”.
Rozkazem nr 1 z 31 marca 1937 w sprawach [...] likwidacji i tworzenia placówek, komendant Straży Granicznej płk Jan Gorzechowski utworzył placówkę I linii „Tczew” podległą pod względem gospodarczym komisariatowi SG „Gniew”, a pod względem operacyjnym bezpośrednio Inspektoratowi.
Rozkazem nr 5 z 3 marca 1939 w sprawie zmian organizacyjnych [...], komendant Straży Granicznej gen. bryg. Walerian Czuma przemianował placówkę I linii „Walichnowy” na „Rozgraty”.
Rozkazem nr 12 z 14 lipca 1939 w sprawie reorganizacji placówek II linii i posterunków wywiadowczych oraz obsady personalnej, komendant Straży Granicznej gen. bryg. Walerian Czuma zniósł posterunek SG „Starogard”.
Rozkazem nr 13 z 31 lipca 1939 w sprawach [...] przeniesienia siedzib i zmiany przydziałów jednostek organizacyjnych, komendant Straży Granicznej gen. bryg. Walerian Czuma wydzielił placówkę I linii „Tczew”  z komisariatu „Gniew” i przydzielił go do komisariatu „Skarszewy”.

## Służba graniczna
Kierownik Pomorskiego Inspektoratu Okręgowego Straży Granicznej mjr Józef Zończyk w rozkazie organizacyjnym nr 2 z 8 czerwca 1928 udokładnił linie rozgraniczenia komisariatu. Granica południowa: linia pociągnięta od zapory granicznej przy UC Jamno wprost na zachód; granica północna: początek granicy gdańskiej od widlenia się Nogatu.
Sąsiednie komisariaty
- komisariat Straży Granicznej „Rakowiec” ⇔ komisariat Straży Granicznej „Gdynia” − 1928
- komisariat Straży Granicznej „Rakowiec” ⇔ Komisariat Straży Granicznej „Skarszewy” − 1930

## Funkcjonariusze komisariatu
| Kierownicy/komendanci komisariatu | Kierownicy/komendanci komisariatu | Kierownicy/komendanci komisariatu | Kierownicy/komendanci komisariatu   |
| stopień                           | imię i nazwisko                   | okres pełnienia służby            | kolejne stanowisko                  |
| --------------------------------- | --------------------------------- | --------------------------------- | ----------------------------------- |
| nadkomisarz                       | Wilhelm Kisielewski               | VIII 1929 – XI 1929               | kierownik komisariatu „Lwów”        |
| komisarz                          | Antoni Wierzchowski               | - 25 IV 1938                      | oficer wywiadowczy IG „Kościerzyna” |
| podkomisarz                       | Bronisław Borowiec                | 25 IV 1938 -                      |                                     |
| aspirant                          | Stanisław Niezgoda                | 12 VIII 1939 -                    |                                     |
| Zastępcy komendanta komisariatu   |                                   |                                   |                                     |
| starszy strażnik                  | Zbigniew Borgowski                | 1 V 1939 –                        |                                     |
| starszy strażnik                  | Tadeusz Wisz                      | 1 V 1939 –                        |                                     |

## Struktura organizacyjna
Organizacja komisariatu w maju 1928:
- komenda − Szprudowo
- placówka Straży Granicznej I linii „Gniew”
- placówka Straży Granicznej I linii „Polskie Gronowo”
- placówka Straży Granicznej I linii „Małe Walichnowy”
- placówka Straży Granicznej II linii „Tczew”
- placówka Straży Granicznej II linii „Pelplin”
- placówka Straży Granicznej II linii „Szprudowo”
- placówka Straży Granicznej II linii „Czersk”[b]

Organizacja komisariatu w styczniu 1930:
- komenda − Szprudowo
- placówka Straży Granicznej I linii „Gniew”
- placówka Straży Granicznej I linii „Polskie Gronowo”
- placówka Straży Granicznej I linii „Małe Walichnowy”
- placówka Straży Granicznej II linii „Szprudowo” → w 1932 przeniesiona do Gniewa
- placówka Straży Granicznej II linii „Tczew”[c]
- placówka Straży Granicznej II linii „Małe Słońce” → w 1933 przemianowana na placówkę I linii → w 1936 przeniesiona do Gorzedziej

Organizacja komisariatu w 1936:
- komenda − Gniew
- placówka Straży Granicznej II linii Gniew
- placówka Straży Granicznej II linii Tczew
- placówka Straży Granicznej I linii Gniew

Uzbrojony kuter strażniczy "Ślązak" z Flotylli Straży Granicznej (od jesieni 1937 zabezpieczający komunikację między Gniewem i Janowem na prawym brzegu Wisły)
- placówka Straży Granicznej I linii Gronowo
- placówka Straży Granicznej I linii Małe Walichnowy
- placówka Straży GranicznejI linii Gorzędziej
- placówka Straży Granicznej I linii Janowo
- posterunek SG Starogard